# Metalltechniker
Der Metalltechniker ist seit 1. Juni 2011 ein Modullehrberuf in Österreich. Die Ausbildung kann bis zu 3.5 oder 4 Jahre dauern.

## Gliederung
Es sind nur bestimmte Kombinationen von Haupt- und Grundmodulen möglich. Die Lehrabschlussprüfung gliedert sich in eine theoretische und praktische Prüfung. Die theoretische Prüfung entfällt, wenn der Kandidat die letzte Klasse der Berufsschule erfolgreich absolviert hat.
Die Ausbildung gliedert sich in zwei bzw. drei Module:
| - Grundmodul 1,5 Jahre bzw. Hauptmodul 2 Jahre - Maschinenbautechnik - Fahrzeugbautechnik - Metallbau- und Blechtechnik - Stahlbautechnik - Schmiedetechnik - Werkzeugbautechnik - Schweißtechnik - Zerspanungstechnik | - Spezialmodul 0,5 Jahre (Optional) - Automatisierungstechnik - Designtechnik - Konstruktionstechnik - Prozess- und Fertigungstechnik |

## Geschichte
Bedingt durch die zahlreichen Hauptmodule ersetzt der Beruf zahlreiche Vorgänger wie
- Blechschlosser
- Fahrzeugfertiger
- Schlosser
- Schmied (ausgenommen Kupferschmied, Hufschmied und einige weitere Spezialschmiedetechniken)
- Bauschlosser und Stahlbauschlosser
- Maschinenbautechniker (mit wiederum als Vorgänger Betriebsschlosser und Maschinenschlosser[2])